# Lee Sang-yeob
Pour les articles homonymes, voir Lee.
Lee Sang-yeob, né le 8 mai 1983, est un acteur sud-coréen. Il est notamment connu pour ses rôles dans la sitcom I Live in Cheongdam-dong (2011) et dans les dramas The Innocent Man (en) (2012),, Jang Ok-jung, Living by Love (en) (2013) et The Master of Revenge (en) (2016).

## Biographie et carrière
Lee étudie à l'université d'Hanyang, à Séoul.
Il joue son premier rôle principal dans le feuilleton Give Love Away (en), diffusé en 2013 et en 2014 sur le réseau MBC.

### Vie privée
Lee Sang-yeob est en couple avec l'actrice Gong Hyun-joo (en) d'août 2013 à août 2016.

## Filmographie

### Films
- 2008 : A Man Who Was Superman (en) : ami de Soo-jung ;
- 2008 : Lovers of Six Years (en) : Yoon-seok ;
- 2011 : Penny Pinchers (en) : Yang Gwan-woo ;
- 2012 : The Nutcracker in 3D : voix coréenne de N.C. le casse-noisette (doublage) ;
- 2013 : Pandémie : Byung-woo ;
- 2014 : Ex-Files (en) : Park Eun-ho.

### Séries télévisées
- 2007 : A Happy Woman (en) (KBS2) ;
- 2008 : King Sejong the Great (en) (KBS1) : l'héritier Munjong ;
- 2008 : Kokkiri (Elephant) (MBC) : Joo Sang-yeob ;
- 2008 : The Art of Seduction (OCN) : Sung-il ;
- 2008 : Here he comes (MBC, invité) ;
- 2009 : Her Style (KBS N (en)) : Yoon Seok-woo ;
- 2011 : Midas (en) (SBS) : Han Jang-seok ;
- 2011 : Miss Ripley (en) (MBC) : Ha Cheol-jin ;
- 2011 : Can't Lose (en) (MBC, invité, épisode 9) : Yeon Hyung-joo ;
- 2011 : I Live in Cheongdam-dong (JTBC) : Lee Sang-yeob ;
- 2012 : Koisuru Maison ~Rainbow Rose~ (TV Tokyo)[6] : Han Sae-woo ;
- 2012 : The Innocent Man (en) (KBS2) : Park Joon-ha ;
- 2013 : Jang Ok-jung, Living by Love (en) (SBS) : le prince Dongpyeong ;
- 2013 : The Greatest Thing in the World (MBC) : John Harrison ;
- 2013 : Give Love Away (en) (MBC) : Jung Jae-min ;
- 2015 : House of Bluebird (en) (KBS2) : Jang Hyun-do ;
- 2016 : Signal (tvN) : Kim Jin-woo ;
- 2016 : The Master of Revenge (en) (KBS2) : Park Tae-ha ;
- 2016 : Doctors (en) (SBS, invité, épisode 15) : Kim Woo-jin ;
- 2017 : While You Were Sleeping (SBS) : Lee Yoo-bom.

## Téléréalité
- 2015 : Law of the Jungle (en) aux Samoa (SBS, invité, épisodes 186 – 194) ;
- 2020 : Sixth sense S1 (invité, épisode 1) ;
- 2021 : Sixth sense S2.

## Prix et récompenses
| Année | Prix             | Catégorie                           | Œuvre nommée                 | Résultat   |
| ----- | ---------------- | ----------------------------------- | ---------------------------- | ---------- |
| 2012  | KBS Drama Awards | Meilleur acteur dans un second rôle | The Innocent Man             | Nomination |
| 2013  | APAN Star Awards | Meilleur espoir masculin            | Jang Ok-jung, Living by Love | Nomination |
| 2013  | MBC Drama Awards | Meilleur espoir masculin            | Give Love Away               | Lauréat    |